# Julius-Campe-Preis
Der Julius-Campe-Preis ist ein deutscher Literaturpreis, der vom Verlag Hoffmann und Campe vergeben wird. Er wurde 1956 anlässlich des 175-jährigen Bestehens des Verlagshauses gestiftet und ist benannt nach dem Verleger Julius Campe, der den Verlag zu einem Zentrum oppositioneller Literatur ausgebaut hatte. Der Preis wurde zunächst bis 1964 verliehen für Romane und Tatsachenliteratur, die den Geist der Freiheit im abendländischen Sinne auszeichneten. Seit 2002 wird er wieder jährlich als Preis der Kritik vergeben an Persönlichkeiten, die sich „auf herausragende Weise literaturkritische und literaturvermittelnde Verdienste“ erworben haben.

## Dotierung
Die Preissumme betrug ursprünglich insgesamt 60.000 DM, die auf vier Verleihungen aufgeteilt werden sollte. Spätester Termin der letzten Verleihung war das Jahr 1964, in dem  Thomas Bernhard den Preis erhielt. Seit 2002 wird der Preis erneut verliehen. Die Auszeichnung ist seither mit 99 Flaschen Wein und dem bei Hoffmann und Campe erschienenen Faksimile der Französischen Zustände von Heinrich Heine dotiert.

## Preisträger
- 1956: Rudolf Hagelstange für Spielball der Götter
- 1961: Eckart Kroneberg, Christoph Meckel und Leopold Sievers
- 1964: Thomas Bernhard, Gisela Elsner und Hubert Fichte
- 2002: Martin Walser
- 2003: Heinrich Detering
- 2004: Joachim Kaiser
- 2005: Jan Philipp Reemtsma
- 2006: Michael Naumann[1]
- 2007: Klaus Reichert
- 2008: Wendelin Schmidt-Dengler (posthum)
- 2009: Elisabeth Niggemann
- 2010: Elke Heidenreich
- 2011: Roger Willemsen[2]
- 2012: Petra Roth[3]
- 2013: Felicitas von Lovenberg
- 2014: Buchhandlungskooperation 5 Plus[4]
- 2015: Denis Scheck
- 2016: Netzwerk der Literaturhäuser
- 2017: Monika Grütters
- 2018: Christian Petzold
- 2019: Mara Delius[5]
- 2022: Frankfurter Buchmesse
- 2023: Thea Dorn
- 2024: Mona Ameziane und Christine Westermann